# 9453 Mallorca
A 9453 Mallorca (ideiglenes jelöléssel 1998 FO1) a Naprendszer kisbolygóövében található aszteroida. Álvaro López-García és Rafael Pacheco fedezte fel 1998. március 19-én.